# José Parada y Santín

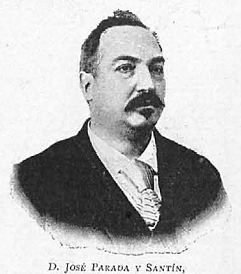
José Parada y Santín, en La Ilustración Artística, 1895.

José Parada y Santín (1857-1923) fue un médico, pintor, periodista y escritor español.

## Biografía
Nació en Madrid el 10 de marzo de 1857. Doctor a los veinte años, fue médico de la Beneficencia municipal y del Registro Civil, y secretario de la Sociedad Española de Higiene; se le deben numerosos trabajos científicos, publicados muchos de ellos en la prensa especializada. Ganó en oposición reñida la cátedra de Anatomía en la Escuela Superior de Bellas Artes de Madrid.
Como pintor logró diversas medallas y cultivó el género histórico. Como publicista realizó trabajos sobre higiene, antropología y crítica artística en La Ilustración Española y Americana, La Fe, El Imparcial, Blanco y Negro, El Constitucional, Eco de Madrid, Diario Universal, El Liberal y otros muchos periódicos de Madrid; Las Noticias, de Barcelona, La Provincia, de Huelva, y varios más de provincias. Sus trabajos científicos figuraron también en El Siglo Médico, El Jurado, La Revista de Medicina y Cirugía Prácticas y los Anales de Ginepatía; fue fundador del Boletín de Beneficencia y Sanidad Municipales y dirigió la revista ilustrada Para Todos (1903).
Fue autor de obras como Anatomía pictórica. Ensayo de antropología artística (1894), prologado por Julián Calleja, o Bibliografía: las pintoras españolas, con prólogo de Ángel Avilés. Falleció en 1923.